# Bratřejov
Bratřejov (německy Bratrejow) je obec v okrese Zlín ve Zlínském kraji. Je situovaná při řece Bratřejovce a nad ní na svazích severovýchodního cípu Vizovický vrchů, asi pět kilometrů východně od Vizovic a dvacet kilometrů východně od Zlína. Žije zde 795 obyvatel.

## Historie

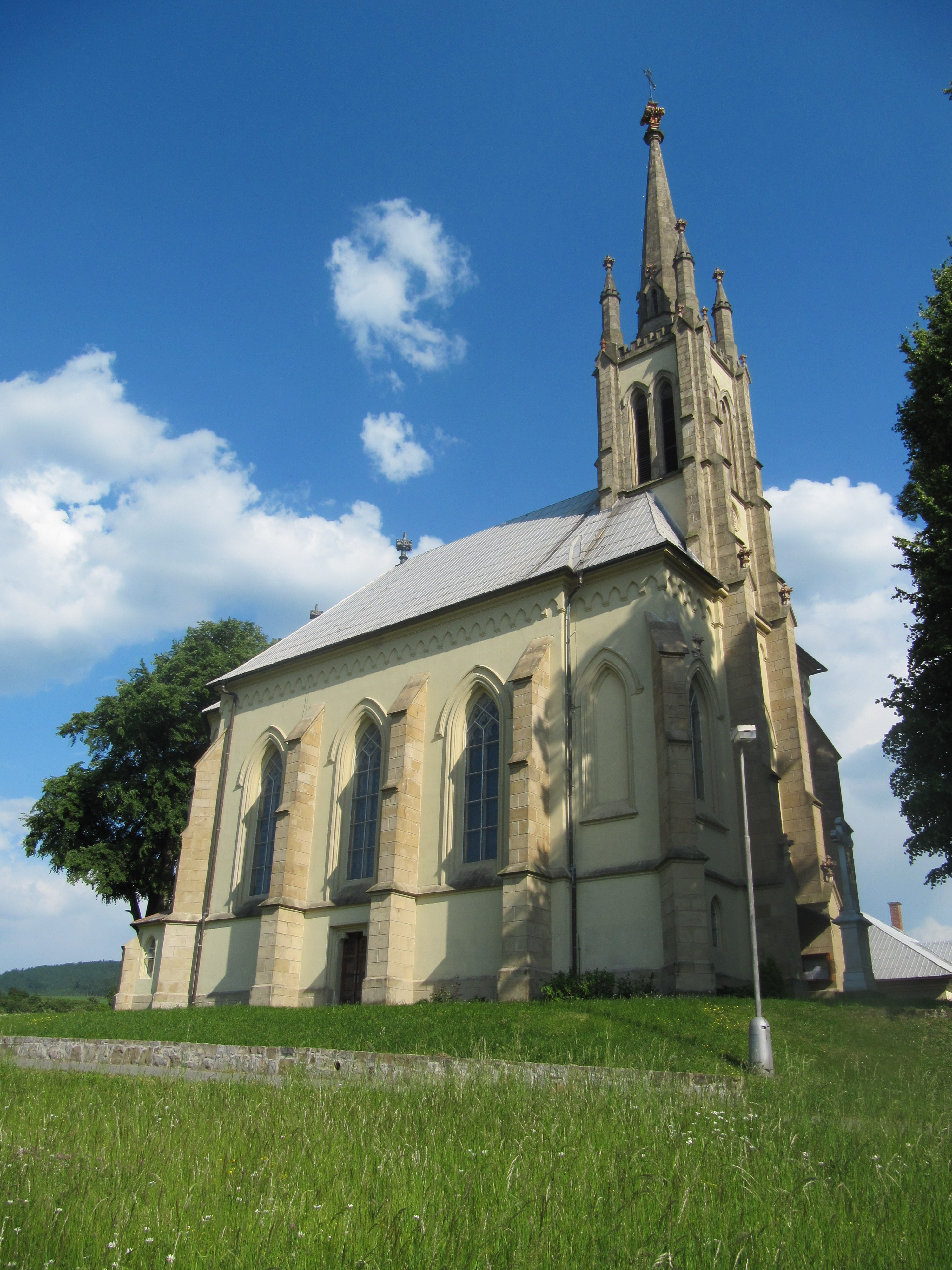
Kostel sv. Cyrila a Metoděje

Ves vznikla pravděpodobně kolonizací během 13. století. První písemná zmínka o obci pochází z roku 1468, kdy byl Bratřejov ve vlastnictví vizovického cisterciáckého kláštera Smilheim. K vizovickému panství Bratřejov patřil nepřetržitě až do zrušení patrimoniální správy.

## Obyvatelstvo
| Rok            | 1869 | 1880 | 1890 | 1900 | 1910 | 1921 | 1930 | 1950 | 1961 | 1970 | 1980 | 1991 | 2001 | 2011 | 2021 |
| -------------- | ---- | ---- | ---- | ---- | ---- | ---- | ---- | ---- | ---- | ---- | ---- | ---- | ---- | ---- | ---- |
| Počet obyvatel | 545  | 630  | 628  | 681  | 711  | 750  | 754  | 804  | 869  | 879  | 813  | 754  | 759  | 760  | 745  |
| Počet domů     | 105  | 116  | 122  | 122  | 127  | 131  | 143  | 190  | 194  | 211  | 227  | 252  | 259  | 272  | 277  |

## Obecní správa

### Obecní symboly
Znak a vlajka byly obci uděleny rozhodnutím předsedy Poslanecké sněmovny Parlamentu České republiky dne 27. června 2001.

## Pamětihodnosti
- Kostel svatého Cyrila a Metoděje byl vystavěn v letech 1871–1890 v novogotickém slohu podle projektu Michala Urbánka. Budovatelem chrámu byl vizovický děkan Jan Bartoš (1829–1899). Finanční prostředky získal z milodarů věřících a darů různých institucí, které obesílal s žádostí o příspěvek. Jedním z mnoha dárců byl i samotný císař František Josef I.
Stavbu projektoval vsetínský architekt Michal Urbánek (1849–1923). Základní kámen kostela byl položen 22. října 1871; kostel byl vysvěcen 22. října 1890 brněnským biskupem Františkem Saleským Bauerem. Původní výmalba kostela je dílem Aloise Růžičky z Vídně, ovšem v kostelních výkazech se zmiňuje ještě jméno Ignaz Schönbrunner. V roce 1985 byla malba obnovena svépomocí farníků.
- Skleněné vitráže v presbyteriu pocházejí z dílny Carla Geylinga z Vídně. Nástěnné obrazy ze života sv. Cyrila a Metoděje a obraz bočního oltáře pocházejí z dílny vídeňského akademického malíře Rudolfa Geylinga. Rudolf Geyling je rovněž autorem oltářního obrazu sv. Cyrila a Metoděje. Na kůru stojí dvoumanuálové varhany s 13 rejstříky od pražského varhanáře Emanuela Štěpána Petra z roku 1901, které v roce 1976 nahradily původní nástroj od firmy Schlag und Söhne z roku 1890.
Náklady na výstavbu kostela, fary a hospodářských budov přesáhly 100 000 zlatých. Celkem bylo spotřebováno 295 000 cihel, které se z části pálily na místě,částečně ve Vizovicích a v Želechovicích. Kámen na kostel byl lámán ručně v bratřejovských horách „Na Lozách“, kde se podle plánů na místě opracovával.
- Ve věži kostela visí 4 zvony. Dva nejstarší pocházejí z roku 1878. Největší zvon váží 525 kg a má 101 cm v průměru. Původní věžový kříž, který zhotovil Carl Tagleicht,  c. a k. dvorní zámečník ve Vídni, byl posvěcen 4. listopadu 1877. V současné době je nahrazen kopií z roku 1995. Originál je umístěn na budově márnice vedle hřbitova.
- Hradiště Klášťov- vyvýšené opevněné sídliště starší doby hradištní, obepjaté oválným valem; archeologická lokalita[9]

## Další fotografie

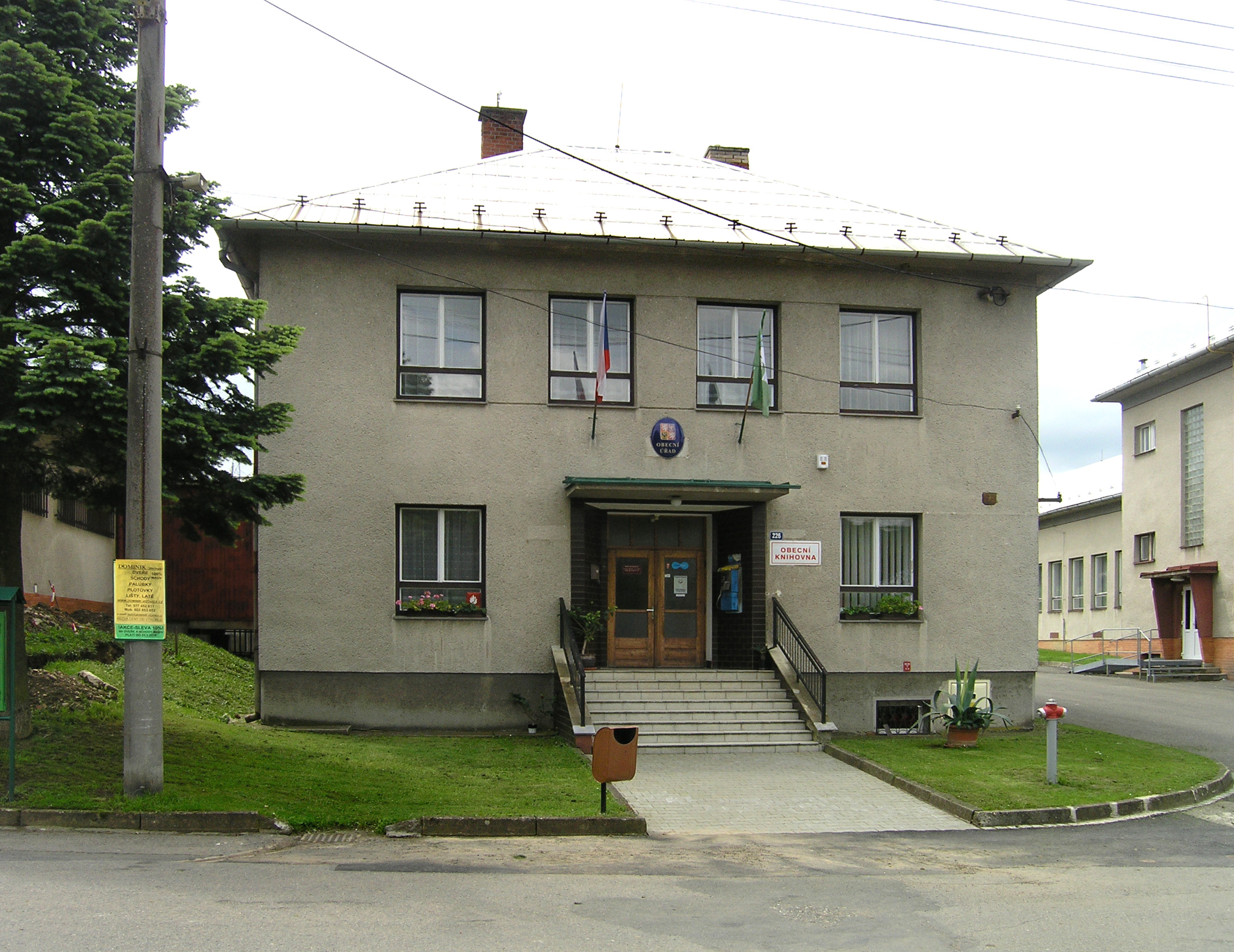
Obecní úřad
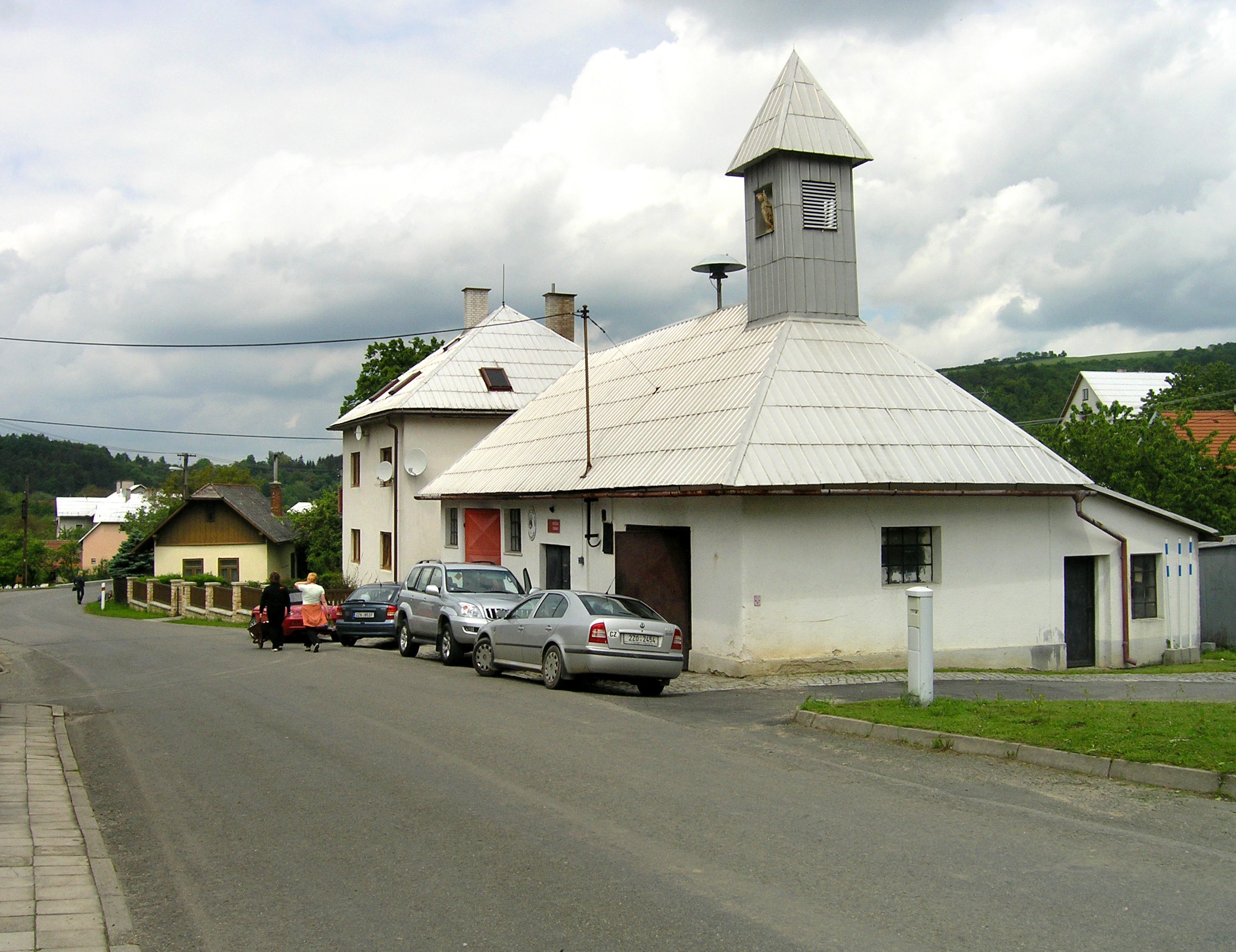
Hasiči